# Shaoshan
Shaoshan (韶山, pinyin Sháoshān) er en by i amtet Xiangtan i provinsen Hunan i Folkerepublikken Kina. Arealet er 210 km² og indbyggertallet 100.000 (hvoraf 16.000 ikke arbejder i landbruget). 
Folkerepublikken Kinas grundlægger, Mao Zedong, blev født i byen.
27°55′N 112°29′Ø / 27.91°N 112.48°Ø